# Эо-Навия (комарка)
Эо-Навия (исп. Comarca del Eo-Navia, астур. Comarca del Navia-Eo)  — район (комарка) в Испании, входит в провинцию Астурия.

## Муниципалитеты
1. Альянде
2. Боаль
3. Кастрополь
4. Коания
5. Эль-Франко
6. Грандас-де-Салиме
7. Ильяно
8. Ибьяс
9. Навия
10. Песос
11. Сан-Мартин-де-Оскос
12. Санта-Эулалия-де-Оскос
13. Сан-Тирсо-де-Абрес
14. Тапия-де-Касарьего
15. Тарамунди
16. Вальдес (Астурия)
17. Вегадео
18. Вильянуэва-де-Оскос
19. Вильяйон